# Fred Roberts
Frederick Charles Roberts (1905–1988) byl severoirský fotbalový útočník. Hrál za Belfast Celtic FC, Queen's Island FC, Glentoran FC a Lisburn Distillery FC, 1× nastoupil za Irsko.
Nejvíce se proslavil svým výkonem v sezóně 1930/31. V sezóně vstřelil 96 gólů, což je rekord britského fotbalu, z toho 55 gólů vstřelil v lize a 41 v pohárech. Tento ročník také Glentoran vyhrál. Tým zároveň vyhrál County Antrim Shield, City Cup a Irish Cup. V sezóně 1932/33 Roberts s Glentoranem vyhrál Irish Cup podruhé. V sezóně 1933/34 vyhrál City Cup s Lisburn Distillery.